# Gestoso (Villanueva de Oscos)
Gestoso (Xestoso en asturiano y oficialmente) es una parroquia y un lugar del concejo de Villanueva de Oscos en la comarca del Eo-Navia, Principado de Asturias, España.

## Geografía
Con una superficie de 12,85 km², está enmarcada por los concejos de Taramundi y Santa Eulalia de Oscos y las parroquias de Villanueva y de Martul, ambas en el concejo de Villanueva de Oscos. Tiene una población de 84 habitantes (en 2022) repartidos por los núcleos de: 
- Batribán, en el Noroeste de la parroquia, a 790 m de altitud en la ladera Este de la sierra de Ouroso. En 2022 sólo contaba con 2 habitantes. Se encuentra a 14 km de la capital del concejo a través de la carretera  VO-2 . Conserva una capilla rural con pórtico, dedicada a Nuestra Señora de los Dolores.
- Cotarelo, al Sur de la parroquia, en una ladera a 780 m de altitud. Dista 9,5 km de la capital municipal por las carreteras  AS-27  y  AS-11  y contaba con 4 habitantes en 2022. Conserva la Capilla de Arcaxu situada en el interior de la corrada de una casa.
- Gestoso (Xestoso[1]). Localizado al norte de la parroquia, en una ladera de suave pendiente, por lo que se distribuye su caserío en varios barrios, entre el arroyo de Banatribán y el arroyo de Suarado y las estribaciones de la Sierra de Ouroso al fondo. Está a una altitud de 810 m y dista de la capital municipal 8,5 km comunicándose con ella enlazando a la altura de Santa Eufemia por la carretera  VO-2 . Es el tercer núcleo de población más habitado del concejo de Villanueva de Oscos, con 19 habitantes en 2022. Además de la iglesia parroquial, contó también con una capilla dedicada a la Virgen del Carmen. Hoy se conserva el edificio que sigue la tipología de las capillas rurales de la zona. Pero su función religiosa ha sido sustituida por la de uso agrícola. La imagen de la Virgen del Carmen que se albergaba en su interior se trasladó a la capilla de Aquel Cabo, cita en el pueblo de Barcia, en Santa Eulalia de Oscos.
- Regodeseves (Regodesebes[1]), situada en el centro de la parroquia sobre una loma llamada Rego de Morán a 830 m de altitud. Se encuentra a 7 km de la capital del concejo por la carretera  AS-27 . Tiene una capilla al lado de un hermoso tejo. Su población en 2022 es de 13 habitantes.
- Salgueiras, a 815 m de altitud en una suave ladera a la izquierda del arroyo de Suarado. A 6 km de la capital municpal por la carretera  AS-27 . Cuenta con una capilla dedicada a San Pedro con un retablo del siglo XIX y una imagen de la virgen del Carmen. Su población en 2022 era de 43 habitantes.
- Toleiras (As Toleiras[1]), al Oeste de la parroquia en una ladera entre los arroyos de Branatribán y el de Fonte da Má, ambos afluentes del río Barcia, a una altitud de 740 m. Enlaza con la capital Villanueva por la carretera  VO-2  situada a 15 km. En 2022 contaba con 3 habitantes.

Su iglesia parroquial está en el pueblo de Gestoso bajo la advocación de San José. Tiene una planta de cruz latina, muros de mampostería y sillarejo pizarroso y cubierta de lajas de pizarra. Se remata con espadaña de tres arcos. En su interior se hallan imágenes de santos como la de San José. 

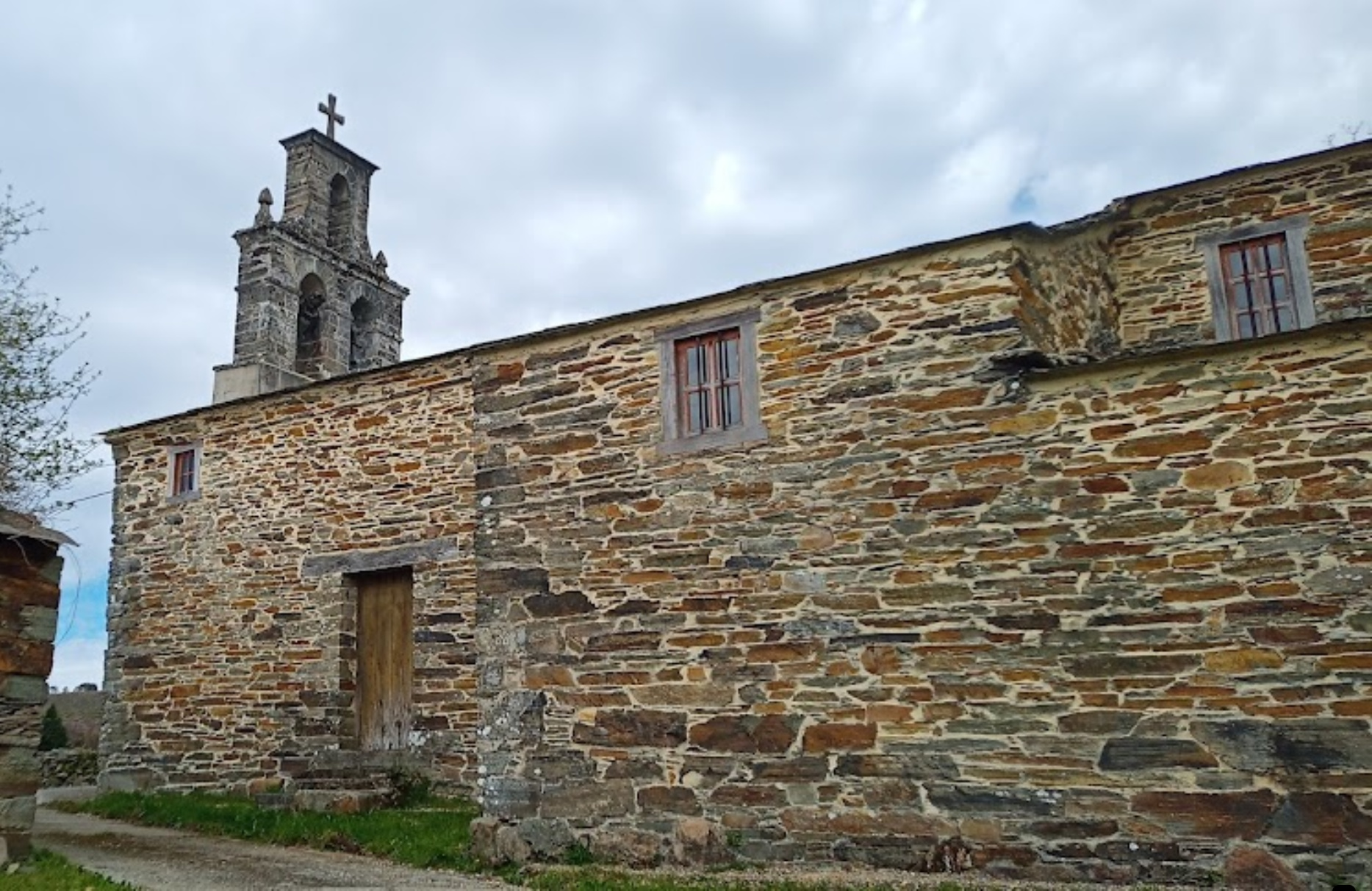
Iglesia parroquial de San José

## Demografía
Según los últimos datos recogidos del año 2022, Xestoso cuenta con una población de 84 habitantes (43 hombres y 41 mujeres).   
A continuación, se muestra la evolución demográfica desde el año 2000:  
| Gráfica de evolución demográfica de Gestoso entre 2000 y 2022                            |
|                                                                                          |
| Fuente: Instituto Nacional de Estadística de España - Elaboración gráfica por Wikipedia. |